# Ruska ustavna kriza 1993.
Ruska ustavna kriza iz jeseni 1993. bila je politička kriza i u manjoj mjeri vojni sukob koji je nastao iz spora oko ustavnih ovlasti između ruskog predsjednika Borisa Jeljcina i ruskog parlamenta. Na vrhuncu krize, Rusiji je prijetilo propadanje u stanje građanskog rata što se zbog ruskog nuklearnog naoružanja sa zabrinutošću gledalo na zapadu.

## Uzroci krize
Poslije raspada SSSR-a, te nakon što je Jeljcin postao prvi predsjednik Ruske Federacije, pokrenuo je niz radikalno-liberalnih reformi koje su "šok terapijom" trebale transformirati rusko gospodarstvo u modernu kapitalističku državu. Naličje tih reformi bilo je takvo da su mnogi ljudi ostali bez posla a zbog gospodarske krize koju je naslijedila iz osamdesetih godina, u državi se dogodila i značajna kriminalizacija društva. Istovremeno, ruskom građanstvu koje nije imalo iskustva s kapitalističkim sustavom, ponuđena je vaučerska privatizacija, po kojoj su građani dobivali vaučere koji su im garantirali dio vasništva u nekoj kompaniji. Budući da obični Rusi često nisu znali što raditi s njima, vaučere su često prodavali u bescjenje sumnjivim poduzetnicima, iz čega je nastala prva (odnosno Jeljcinova) generacija ruskih oligarha. Suprotno od njih, obično je stanovništvo zapadalo u sve veće siromaštvo, pa primjerice, ekonomistica Natalija Rimaševskaja piše da je "po parametrima potrošnje, rusko društvo bilo odbačeno 20 godina unazad, što je uzrokovalo teški društveni šok". Takvo stanje dovelo je do toga da sve popularniji postajali političari koji su pozivali na zaustavljanje reformi poput tadašnjeg predsjednika parlamenta Aleksandra Ruckoja i Ruslana Hazbulatova.   